# Libštát
Libštát település Csehországban, Semilyi járásban. Libštát Bělá, Svojek, Nová Ves nad Popelkou, Košťálov és Lomnice nad Popelkou településekkel határos. Lakosainak száma 931 fő (2024. január 1.).

## Népesség
A település lakosságának változását az alábbi diagram mutatja:
| Lakosok száma | 1219 | 1573 | 1550 | 1038 | 924  | 952  | 955  | 962  | 918  | 931  |
|               | 1869 | 1900 | 1921 | 1961 | 1980 | 2011 | 2016 | 2019 | 2021 | 2024 |